# Arménsko-gruzínská válka
Arménsko-gruzínská válka byl třítýdenní ozbrojený konflikt, který probíhal od 7. do 31. prosince 1918 mezi vojsky Gruzínské demokratické republiky a Arménské republiky. Dva mladé státy se v něm svářily o své hranice, přesněji o kontrolu nad některými oblastmi bývalé Tbiliské gubernie (dnešní Lorri a město Achalkalaki), obývanými především etnickými Armény. Vojenský útok zahájila arménská armáda a dostala se až na vzdálenost 10 kilometrů od gruzínské metropole Tbilisi. Poté gruzínské síly zahájily protiútok. Do věci se vložili Britové, kteří si rychle vynutili příměří. Boje pokračovaly, dokud příměří nevstoupilo o půlnoci 31. prosince v platnost. Arménii se podařilo v bojích zajmout asi 1000 zajatců, což bylo zhruba desetkrát více než bylo zajatců na druhé straně, Gruzínci na to reagovali zatýkáním etnických Arménů na svém území. Britští, gruzínští a arménští představitelé se sešli k jednání, které trvalo od 9. do 17. ledna 1919. Mezi oběma republikami byly obnoveny diplomatické a obchodní vztahy. Vězni a zajatci byli vyměněni 23. ledna. Na sporných územích pak byla vyhlášena neutrální zóna pod britskou kontrolou. Později byla rozdělena mezi oba státy (většina Lorri je dodnes součástí Arménie, Achalkalaki Gruzie). Konflikt mezi dvěma novými státy oba - a celý kavkazský region - znevýhodnil na pařížské mírové konferenci, která byla zahájena krátce po konci bojů. Výsledek války je považován za neprůkazný, arménská historiografie mluví o úspěšné osvobození arménských území a gruzínská o úspěšné obraně proti invazi. Pozdější sovětská propaganda byla ve věci spíše proarménská a tvrdila, že válku vyvolali "gruzínští menševici" a "západní imperialisté". Gruzínští "menševici", neboli sociální demokraté, byli v Sovětském svazu obzvláště nenáviděni jako organizátoři velkého protisovětského povstání v roce 1924.